# Traminda nigripuncta
Traminda nigripuncta är en fjärilsart som beskrevs av W. Warren 1897. Traminda nigripuncta ingår i släktet Traminda och familjen mätare. Inga underarter finns listade i Catalogue of Life.